# لی فنگ
لی فَنگ (زاده ۳۱ اکتبر ۱۹۸۶) روزنامه‌نگار آمریکایی است. وی در حال حاضر گزارشگر تحقیقی در دی اینترسپت است. پیش از این، او عضو پیوسته گزارشگری در مؤسسه نیشن و نویسنده مشارکت‌کننده در نیشننیشن بود. فنگ همچنین از نویسندگان رسانه ترقی خواه ریپابلیک ریپورت بوده‌است. او کار خود را به عنوان یک وبلاگ نویس تحقیقی برای تینک‌پروگرس آغاز کرد. در سال ۲۰۱۸، جایزه ایزی از مرکز پارک برای رسانه‌های مستقل به فنگ و شارون لرنر دیگر گزارشگر اینترسپت و Dahr Jamail گزارشگر تحقیقی و نویسنده تاد میلر اعطا شد.